# ハートランド小牧の杜

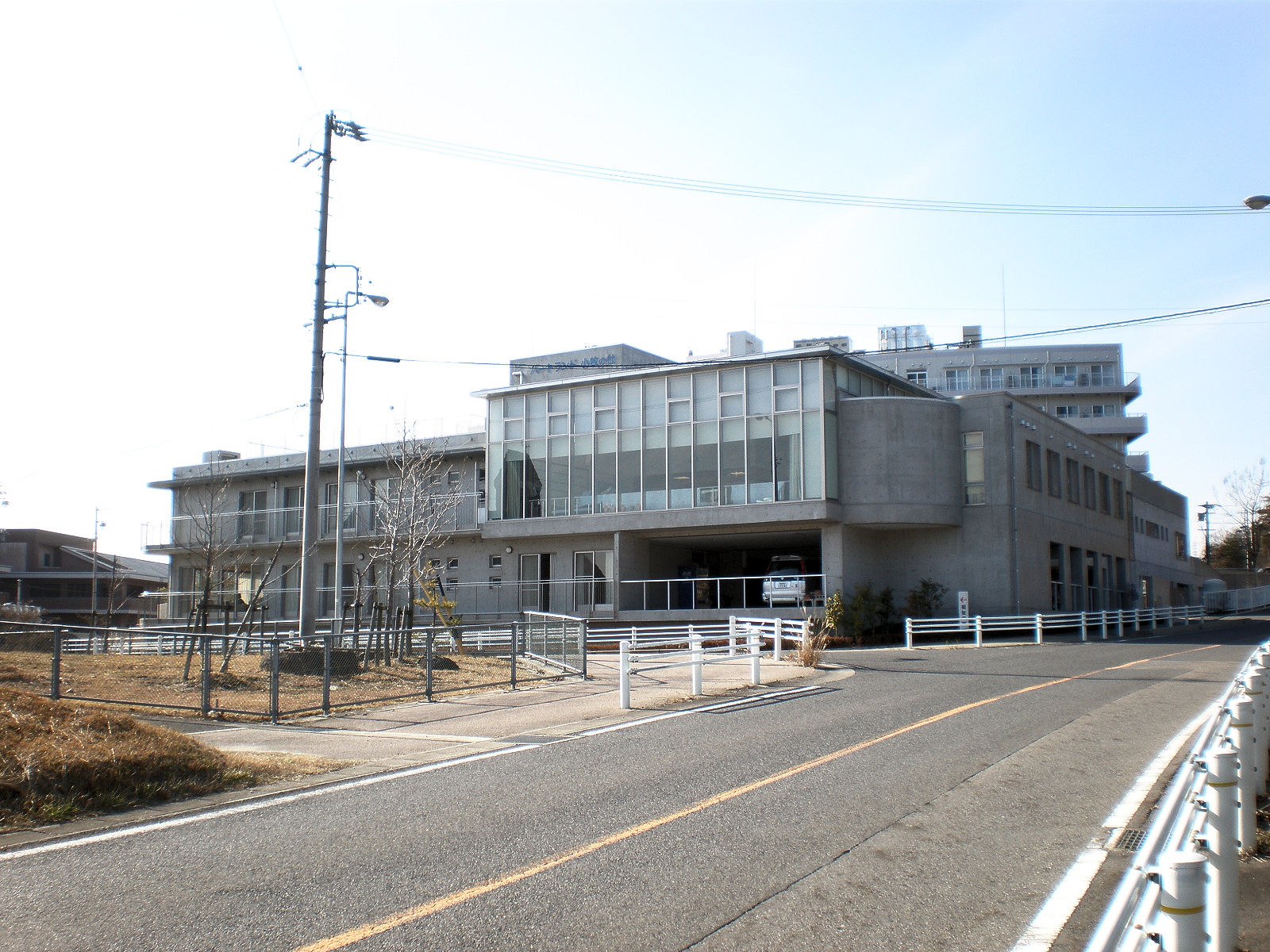
ハートランド小牧の杜

ハートランド小牧の杜（ハートランドこまきのもり）は、愛知県小牧市にある通所・入所型の身体障害者福祉施設。

## 概要
1998年（平成10年）に制定された「小牧市障がい者計画」に基づき、社会福祉法人大和社会福祉事業振興会によって1999年（平成11年）7月に開設された。

## 所在地
- 愛知県小牧市大字大山字岩次208-8

## 交通手段
- こまき巡回バス - 「福祉の郷前（ふくしのさとまえ）」停留所下車、徒歩で数分。